# Guča Gora
Guča Gora je naseljeno mjesto u općini Travnik, Federacija Bosne i Hercegovine, BiH.
Nalazi se na padinama planine Vlašića u Srednjoj Bosni, 9 kilometara sjeveroistočno od Travnika na nadmorskoj visini od 611 m. Prvi put se spominje 1425. godine.

## Stanovništvo

### 1991.
Nacionalni sastav stanovništva 1991. godine, bio je sljedeći:
ukupno: 847
- Hrvati – 838
- Srbi – 2
- Jugoslaveni – 4
- ostali, neopredijeljeni i nepoznato – 3

### 2013.
Nacionalni sastav stanovništva 2013. godine, bio je sljedeći:
ukupno: 511
- Hrvati – 503
- Bošnjaci – 5
- Srbi – 1
- ostali, neopredijeljeni i nepoznato – 19

## Samostan i franjevačka kuća
Već u 13. stoljeću, prije dolaska franjevaca, u lašvanskoj kotlini postojala je župa sa sjedištem u župi Lašvi (Putičevo-Dolac), koja je vjerojatno bila malo gradsko naselje. U 14. st. franjevci su ondje podigli samostan, koji se spominje u popisu Bartola Pizanskog 1385./1390. godine.
Nakon osvojenja Bosne od strane Osmanlija 1463. god., samostan je najkasnije do konca 15. stoljeća bio nasilno porušen. U 16. stoljeću lašvanska župa ima dvadesetak sela i oko dvije tisuće katolika. U cijeloj župi nije, međutim, bilo ni jedne crkve niti je svećenik imao stalnoga prebivališta. Do konca 17. stoljeća broj se katolika znatno smanjio, čemu je uvelike pridonio i Bečki rat (1683. – 1699.), kada je došlo do velikog egzodusa hrvatskog pučanstva iz Bosne i Hercegovine. U prvoj polovici 18. stoljeća hrvatsko stanovništvo brojčano oživljava, tako da i franjevci intenziviraju svoju pastoralnu nazočnost u lašvanskom kraju. Podigli su kućicu u Gučoj Gori, gdje su odsjedali prilikom pastoralnih pohoda. Župa Lašva bila je tada u nadležnosti fojničkoga samostana.
Lašvanska župa, koja se u 18. st. naziva i travničkom, ima 1743. god. 2 364 katolika i njihov se broj 1768. povećao na 3 326, a god. 1796. na 5 315.
Franjevačka kuća u Gučoj Gori proglašena je god. 1757. hospicijem. Ona je 1764. nestala u požaru, ali je uskoro bila podignuta nova, koja se 1768. naziva rezidencijom. U njoj su tada stanovala tri franjevca. U spomenutom požaru nestale su i matične knjige. Sačuvano je tek nekoliko listića iz 1733. – 34. godine.
Godine 1777. franjevci su kupili zemljište u Docu, gdje su ubrzo podigli kuću, koja je bila vlasništvo triju samostana. Dolac, naime, za franjevce dobiva sve više na značenju zbog blizine Travnika, vezirskog sjedišta, kamo su gvardijani triju starih samostana (Fojnica, Kraljeva Sutjeska, Kreševo) morali češće dolaziti. Stoga je razumljivo da je Dolac od 1827. god. postao sjedištem lašvansko-travničke župe, dok je Guča Gora postala mjesnom kapelanijom. Godine 1840. Guča Gora je iznova podignuta na rang župe, a tamošnja redovnička kuća imala je, s naslovom rezidencije, prvenstvo pred ostalim župnim kućama u tom području. Time je priznato da Guča Gora ima bogatiju franjevačku tradiciju od bilo kojeg drugog mjesta u travničkom kraju.
Sredinom 19. stoljeća bosanski su franjevci odlučili podignuti samostan u području Travnika, pa je za to odabrana Guča Gora. Na podizanju samostana i crkve u Gučoj Gori osobito je radio  fra Marijan Šunjić, koji je, izgleda, dao i osnovnu arhitektonsku ideju za zgrade. Gradnja samostanske zgrade započela je 1857. godine. Službeno proglašenje samostana obavljeno je već 1859. godine i on od tada u pravnom smislu postoji.
Samostan je bio reprezentativna zgrada. Odmah po izgradnji u samostan je smješteno niže franjevačko učilište, a od 1883. do 1900. u njemu se nalazila objedinjena franjevačka gimnazija (probandat), te od 1911. do 1913. novicijat. Od početka 20. stoljeća pa do tridesetih godina u samostanskim se prostorijama održavala nastava za dva viša razreda pučke škole. Nastava se ondje držala također i od 1942. do 1945. godine.
I samostan i crkva imali su tragičnu sudbinu. U veljači 1945. godine, u vrijeme zadnjih borbi, partizani su zapalili obje zgrade. Požar je progutao sve što je u samostanu bilo vrijednoga, prije svega arhiv i knjižnicu, kao i bogatu ostavštinu fra Marijana Šunjića. Uništena su brojna umjetnička djela, crkveno ruho, oltar, orgulje. "Neznanje o ulozi franjevaca samo je dio toga općega neznanja, pojačano herostratski-primitivnim odnosom spram katoličko-franjevačko-hrvatske tradicije kao 'klerikalno-neprijateljske'. Nepotrebno, neshvatljivo uništenje gučogorskog samostana i biblioteke 1945. godine sadrži u sebi svu strašnu simboliku toga odnosa, simboliku požara Aleksandrijske knjižnice! Takav čin ne može se protumačiti, još manje opravdati, nikakvom revolucionarnošću. To je, naprosto, barbarska gesta jednoga arhajsko-plemenskoga mentaliteta - gesta mržnje i osvete" (Ivan Lovrenović, Svjetlo riječi, 1989., br. 88-89).
Ubrzo poslije požara počele su pripreme za obnovu, prvo crkva, čija obnova traje do novijeg vremena. Novi je samostan izgrađen na temeljima jednog krila staroga 1957. – 1959. godine. Samostan i crkva doživjeli su sličnu sudbinu i u nedavnom ratu kada su potpuno devastirani i demolirani. Samostan je u lipnju 1993. g. okupirala Armija BiH i od njega napravila zapovjedno mjesto za ratne operacije 1993./1994. godine. Nakon povratka, 1994. godine započela je obnova samostana i crkve. Danas i samostan i crkva služe svojoj svrsi.

## Gučogorska župa
Gučogorska župa je godine 1877. imala 2934 katolika, a 1935. god. 2750. U međuvremenu od dijelova ove župe formirane su nove: Zenica, Vitez, Brajkovići i u najnovije vrijeme Nova Bila.
Župa Guča Gora je 1991. godine imala 3010 vjernika (1974.: 3165) i njihov se broj do pred posljednji rat postupno smanjivao zbog iseljavanja. U ratu župljani su prognani a vratio ih se mali broj te župa Guča Gora danas ima 1027 vjernika.
Župu tvore sljedeća naselja: Guča Gora, Bandol, Banovići,  Bikoši, Brankovac, Bukovica (Velika i Mala), Čifluk, Kosovo, Krpeljići, Kula, Maljine, Mosor, Postinje i Radonjići. Na području župe nalazi se podružna crkva u Bukovici (7,5x5 m) izgrađena tridesetih godina 20. stoljeća, te tri grobljanske kapelice.

## Kultura
- Smotra folklora Poigrajmo naše kolo[4]

## Vanjske poveznice
- Web stranice Župe Guča Gora  Arhivirana inačica izvorne stranice od 8. rujna 2019. (Wayback Machine)
- Web stranice HKSU Guča Gora  Arhivirana inačica izvorne stranice od 16. ožujka 2016. (Wayback Machine)
- Guča Gora